# Messe basse (film)
 (avril 2022).
Si vous disposez d'ouvrages ou d'articles de référence ou si vous connaissez des sites web de qualité traitant du thème abordé ici, merci de compléter l'article en donnant les références utiles à sa vérifiabilité et en les liant à la section « Notes et références ».
Pour plus de détails, voir Fiche technique et Distribution.
Messe basse est un film à suspense français réalisé par Baptiste Drapeau et sorti en 2020.

## Synopsis
Julie arrive à Bordeaux pour commencer des études d'infirmière et trouve à se loger chez Elizabeth, qui prête une chambre de sa grande maison en échange de services ménagers. Rapidement Julie découvre qu'Elizabeth n'est pas une vieille dame comme les autres, bien que son mari, Victor, soit mort depuis plusieurs années, elle se comporte comme s'il était encore vivant. D'abord déstabilisée, Julie, par affection pour sa logeuse, se prend au jeu. Mais les semaines passant la jeune fille est témoin autour d'elle d'étranges phénomènes. Petit à petit c'est elle qui commence à croire à l'existence du mari défunt, au point de ressentir des sentiments pour lui. Avec Elizabeth la cohabitation devient difficile...

## Fiche technique
Sauf indication contraire, les informations mentionnées dans cette section peuvent être confirmées par la base de données cinématographiques IMDb,  présente dans la section « Liens externes ».
- Titre original : Messe basse
- Titre anglophone : The Lodger
- Réalisation : Baptiste Drapeau
- Scénario : Ollivier Briand, Mauricio Carrasco et Baptiste Drapeau
- Photographie : François Ray
- Son : Flavia Cordey
- Montage : Thomas Robineau
- Décors : Julien Renard
- Costume : Lisa Morice et Lucile Petrus
- Musique : Agnès Olier
- Production : Thierry Lounas, Baptiste Bauduin et Marie Ballon
- Sociétés de production : Capricci Production, Mon Ballon Productions et Bordeaux Digital
- Sociétés de distribution : Capricci Films et WTFilms
- Pays de production :  France
- Langue originale : français
- Format : couleur — 1,85:1
- Genre : thriller
- Durée : 92 minutes
- Dates de sortie :
  - France : 2 septembre 2020 (Festival du film francophone d'Angoulême) ; 4 août 2021 (en salles)

## Distribution
- Alice Isaaz : Julie
- Jacqueline Bisset : Élizabeth
- François-Dominique Blin : Victor
- Bastien Ughetto : Manu
- Anne Steffens : la fille d'Élizabeth
- Judith Margolin : la professeure
- Mathilde Dromard : l'encadreuse

## Production

### Développement
Le scénario original est écrit par Ollivier Briand. Le producteur Thierry Lounas en propose la réalisation à Baptiste Drapeau au mois de juin 2019, celui-ci le retravaille rapidement avec son co-scénariste Mauricio Carrasco, en vue d'un tournage au mois de novembre. Ensemble ils développent les aspects romantiques du récit.

### Tournage
Le film est tourné sur les mois de novembre et décembre 2019, entre Arcachon et Bordeaux.

## Sélections
Film sélectionné au Festival du film francophone d'Angoulême 2020, catégorie "Premiers Rendez-vous" , et au festival international du film de Moscou 2020, catégorie "Projections spéciales".